# Marc van Eijk
Marc van Eijk (Paramaribo, 5 november 1981) is een voormalig Nederlands voetballer, die onder andere voor sc Heerenveen speelde.
Op dertienjarige leeftijd tekende Van Eijk een contract van elf seizoenen bij Heerenveen. Hij werd beschouwd als groot talent en op zijn zestiende kwam hij al bij het eerste elftal. Op 6 februari 1999 maakte Van Eijk zijn debuut in de Eredivisie tijdens de wedstrijd tegen Willem II. Veel mensen voorspelden hem een grote toekomst in het voetbal, maar het liep anders. In zeven seizoenen betaald voetbal kwam de aanvaller slechts tot 36 wedstrijden, waarvan 30 in de Eerste Divisie. Na een seizoen verhuurd te zijn geweest aan Veendam, vertrok Van Eijk naar FC Omniworld dat net begon in de Eerste divisie.

## Statistieken
| Seizoen | Club          | Wedstrijden | Doelpunten | Competitie     |
| ------- | ------------- | ----------- | ---------- | -------------- |
| 1998/99 | sc Heerenveen | 6           | 0          | Eredivisie     |
| 1999/00 | sc Heerenveen | 0           | 0          | Eredivisie     |
| 2000/01 | sc Heerenveen | 0           | 0          | Eredivisie     |
| 2001/02 | sc Heerenveen | 0           | 0          | Eredivisie     |
| 2002/03 | BV Veendam    | 30          | 3          | Eerste divisie |
| 2003/04 | sc Heerenveen | 0           | 0          | Eredivisie     |
| 2004/05 | Doxa Drama    | ?           | ?          | Beta Ethniki   |
| Totaal  |               | 36          | 3          |                |